# Departamento San Lorenzo (Chaco)
San Lorenzo es un departamento en la provincia del Chaco, Argentina.
El departamento tiene 2135 km² y su población era de 14 252 hab.: "Censo 2001 INDEC"